# Estació de Castelló de la Plana
|}
L'estació de Castelló de la Plana d'Adif està situada a l'oest del nucli urbà de la capital de la comarca de la Plana Alta, aquesta disposa de serveis de la línia C-6 de Rodalies València, de la linia 50 de Mitjana Distància de Renfe, a més de diversos serveis de Llarga Distància i AVE.
L'actual estació data de finals dels anys 90, quan es va construir amb la variació de traçat i soterrament de les vies a Castelló per les obres d'adequació del Corredor Mediterrani, però antigament havia estat situada més cap a l'est i en superfície, però es va traslladar el traçat del ferrocarril cap a l'oest, i es va construir la nova estació.
L'estació consta de 3 nivells al primer hi ha les finestretes i diferents botigues, al segon hi ha el distribuïdor cap a les diferents andanes, i al nivell inferior hi ha les andanes que tenen un total de 5 vies.

## Línia
- Línia 600 (Sant Vicenç de Calders-Castelló de la Plana-València)

## Serveis Ferroviaris

### Rodalies València
L'estació de Castelló és la capçalera nord dels trens de la línia C-6 de Rodalies València. La freqüència de pas els dies feiners és de 20 minuts en hores punta i 40 minuts en hores vall i als caps de setmana la freqüència és d'un tren cada hora. A més a les hores puntes hi ha serveis semidirectes CIVIS amb parada només a Vila-Real, Nules-La Vilavella, Sagunt, Puçol i València-Cabanyal.
|                        |           |       |       |           |                        |
| procedència/destinació | < estació | Línia | Línia | estació > | destinació/procedència |
| València-Nord          | Almassora | C-6   | ER-02 | Benicàssm |                        |

### Mitjana distància de Renfe
Els serveis de mitjana distància de la L7 uneixen Castelló amb València, Sagunt, Benicarló, Vinaròs, Tortosa entre d'altres. A més hi ha un servei diari que la uneix amb Tarragona i Barcelona.
| Mitjana Distància de Renfe |           |       |            |                                     |
| Procedència/Destinació     | <         | Línia | >          | Procedència/Destinació              |
| València-Nord              | Vila-real | 50    | Benicàssim | Tortosa Barcelona-Estació de França |

### Llarga Distància
Els diferents serveis de Llarga distància uneixen Castelló amb ciutats com: Barcelona, València, Alacant, Madrid, Tarragona, Múrcia, Màlaga i Granada entre d'altres.
| Tipus de tren | <<                       | >> | Parades intermèdies | Observacions                       |
| ------------- | ------------------------ | --- | --- | ---------------------------------- |
| AVE           | València-Joaquim Sorolla | terminal | València Joaquim Sorolla · Requena-Utiel · Conca-Fernando Zóbel · Madrid-Puerta de Atocha-Almudena Grandes |                                    |
| Alaris        | Barcelona-Sants          | València-Nord Alacant-Terminal | Tarragona · Salou · L'Aldea-Amposta-Tortosa · Vinaròs · Benicarló · Orpesa · Benicàssim · Sagunt · València-Nord                                                                                              | 1 tren diari per a cada capçalera. |
| Cadis         | Barcelona-Sants          | Camp de Tarragona • Cambrils • L'Aldea-Amposta • Vinaròs • Benicarló-Peníscola • Castelló de la Plana • València-Nord • Xàtiva • Albacete-Los Llanos • Villarrobledo • Socuéllamos • Alcázar de San Juan • Manzanares • Valdepeñas • Vilches • Linares-Baeza • Espeluy • Andújar • Còrdova • Sevilla - Santa Justa • Jerez de la Frontera • El Puerto de Santa María · San Fernando-Bahía Sur | 1 tren diari per sentit. |                                    |
| Talgo         | Barcelona-Sants          | Lorca-Sutullena | |                                    |
| Talgo         | Barcelona-Sants          | Múrcia del Carmen | Tarragona · Salou · Cambrils · L'Aldea-Amposta-Tortosa · Vinaròs · Benicarló-Peníscola · Orpesa · Benicàssim · Sagunt · València-Nord · Xàtiva · Villena · Elda-Petrer · Alacant-Terminal · Elx Parc · Oriola | 1 tren diari                       |
|               |                          | | |                                    |